# Liste der Monuments historiques in Suarce
Die Liste der Monuments historiques in Suarce führt die Monuments historiques in der französischen Gemeinde Suarce auf.

## Liste der Objekte
| Bezeichnung                                            | Beschreibung                        | Standort                        | Kennzeichnung | Schutzstatus | Datum | Bild |
| ------------------------------------------------------ | ----------------------------------- | ------------------------------- | ------------- | ------------ | ----- | ---- |
| Kelch und Patene                                       | Silber, vergoldet, 18. Jahrhundert  | in der Kirche St-Germain (Lage) | PM90000345    | Inscrit      | 2001  |      |
| Ziborium                                               | Silber, vergoldet, 19. Jahrhundert  | in der Kirche St-Germain (Lage) | PM90000343    | Inscrit      | 2001  |      |
| Grabplatte für Jean Mansuy de Buis, Pfarrer von Suarce | Stein, 1767                         | in der Kirche St-Germain (Lage) | PM90000338    | Inscrit      | 2001  |      |
| Monstranz                                              | Bronze, Anfang des 20. Jahrhunderts | in der Kirche St-Germain (Lage) | PM90000342    | Inscrit      | 2001  |      |
| Ziborium                                               | Silber, vergoldet, 18. Jahrhundert  | in der Kirche St-Germain (Lage) | PM90000344    | Inscrit      | 2001  |      |
| Skulptur Segnender Jesus                               | Holz, 19. Jahrhundert               | in der Kirche St-Germain (Lage) | PM90000337    | Inscrit      | 2001  |      |
| Skulptur Christus am Kreuz                             | Holz, 19. Jahrhundert               | in der Kirche St-Germain (Lage) | PM90000339    | Inscrit      | 2001  |      |
| Zwei Anbetungsengel                                    | Eichenholz, 19. Jahrhundert         | in der Kirche St-Germain (Lage) | PM90000340    | Inscrit      | 2001  |      |
| Skulptur Schmerzhafte Muttergottes                     | Holz, 19. Jahrhundert               | in der Kirche St-Germain (Lage) | PM90000341    | Inscrit      | 2001  |      |
| Kelch und Patene                                       | Silber, vergoldet, 19. Jahrhundert  | in der Kirche St-Germain (Lage) | PM90000346    | Inscrit      | 2001  |      |